# 웨이빈구 (신샹시)

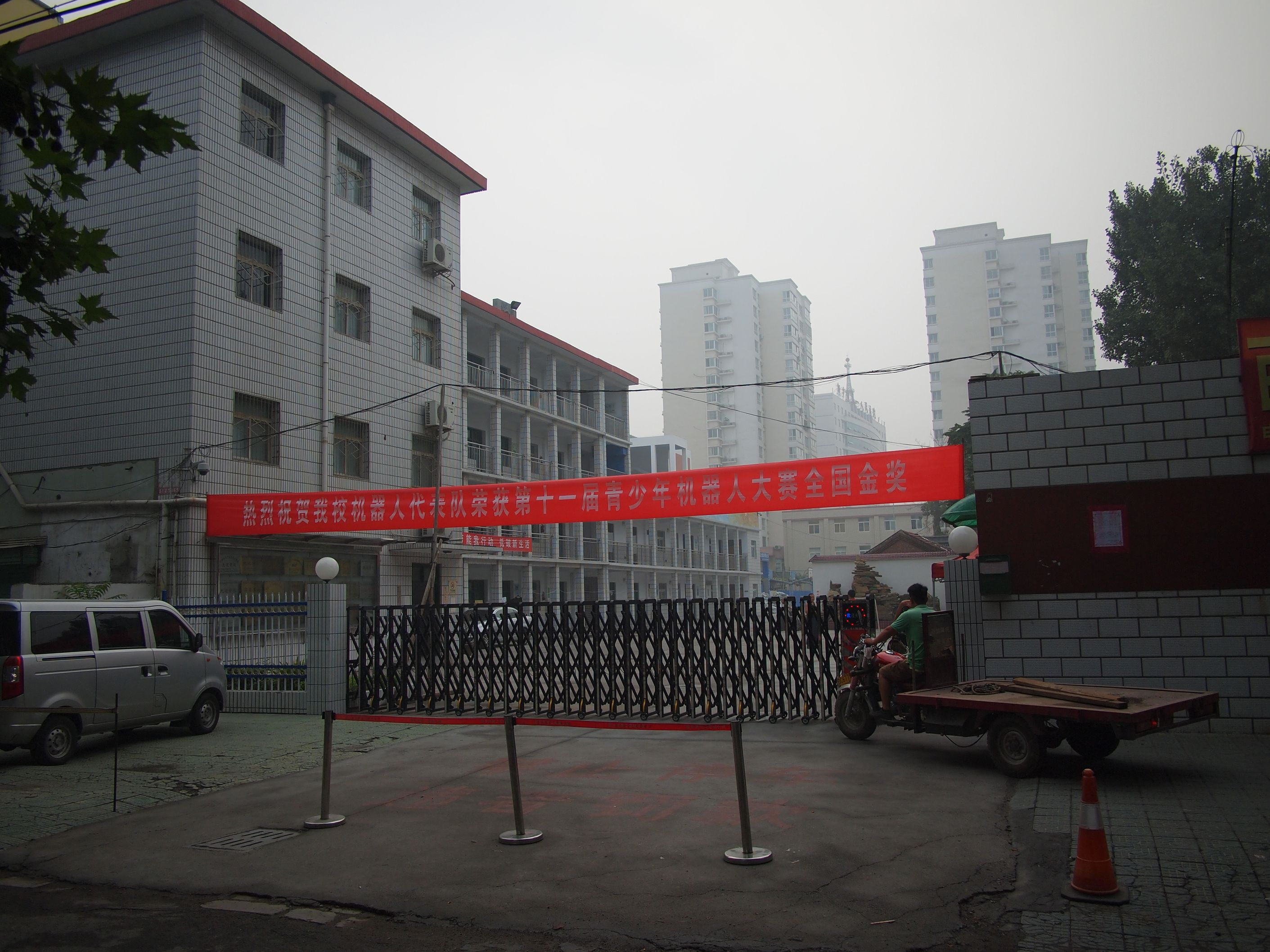

웨이빈구(한국어: 위빈구, 중국어: 卫滨区, 병음: Wèibīn Qū)는 중화인민공화국 허난성 신샹 시의 현급 행정구역이다. 넓이는 52km2이고, 인구는 2007년 기준으로 230,000명이다.

## 행정 구역
7개 가도, 1개 향을 관할한다.
- 가도: 胜利路街道, 解放路街道, 中同街街道, 健康路街道, 自由路街道, 南桥街道, 铁西街道.
- 향: 平原乡.